# Lotus Challenge
Lotus Challenge é uma série de jogos eletrônicos de corrida composta por 3 games, que foi criada pela desenvolvedora de games Magnetic Fields no início dos anos 1990.
Publicado entre 1990 e 1992 pela Gremlin Graphics, os jogos ganharam críticas muito favoráveis após o lançamento.
O primeiro game da franquia - Lotus Esprit Turbo Challenge -  foi o único a ser lançado somente em 8-bit. Sua versão para o ZX Spectrum foi escolhida pelos leitores da revista "Your Sinclair Readers" como o 17o melhor jogo do console.

## Os Jogos da Série
| # | Ano  | Jogo                                                                            | Consoles |
| - | ---- | ------------------------------------------------------------------------------- | --- |
| 1 | 1990 | Lotus Esprit Turbo Challenge                                                    | Amiga, Amstrad CPC, Atari ST, Commodore 64, ZX Spectrum |
| 2 | 1991 | Lotus Turbo Challenge 2 Lotus Turbo Challenge                                   | - Acorn 32-bit (como Lotus Turbo Challenge 2) - Amiga (como Lotus Turbo Challenge 2) - Atari ST (como Lotus Turbo Challenge 2) - Mega Drive (como Lotus Turbo Challenge)        |
| 3 | 1992 | Lotus III: The Ultimate Challenge Lotus: The Ultimate Challenge Lotus II - RECS | - DOS (como Lotus: The Ultimate Challenge) - Atari ST (como Lotus: The Ultimate Challenge) - Amiga (como Lotus III: The Ultimate Challenge) - Mega Drive (como Lotus II - RECS) |

Em 1994, os 3 jogos seriam lançados num único volume para o Amiga CD-32, como "Lotus Trilogy".